# Timuș Hmelnițki
Timuș Hmelnițki (în ucraineană Тиміш Хмельницький) (n. 1632 – d. 15 septembrie 1653) a fost fiul cel mare al lui Bogdan Hmelnițki, hatmanul cazacilor.

## Biografie
Domnitorul Moldovei, Vasile Lupu a refuzat inițial să-și dea consimțământul pentru căsătoria fiicei sale Ruxandra cu Timuș Hmelnițki, de aceea cazacii au năvălit în Moldova pentru a răzbuna ocara adusă hatmanului lor. În urma invaziei din anul 1650, domnitorul, în cele din urmă a trebuit să se învoiască. Nunta a avut loc la Iași, în anul următor. Au venit la nuntă numeroase solii de la prinții vecini. La petrecerile care au avut loc la nunta de la curtea domnească „Câte trebuia la o curte domnească, nemica n-au lipsit”,spune Miron Costin. Înrudirea lui Vasile Lupu cu Timuș Hmelnițki a determinat reorientarea politicii externe a Moldovei de la una pro-polonă la cea pro-rusă.
În mai 1653 conduce o armată cazaco-moldovenească în Bătălia de la Tecuci în care au înfrânt un detașament valaho-moldovenesc, condus de pretendentul la domnie Gheorghe Ștefan.
A fost căsătorit cu prințesa moldoveană Ruxandra Lupu (Rozanda în ucraineană), fiica domnitorului Vasile Lupu cu care a avut doi copii gemeni, despre care nu se mai știe nimic. A luat parte la bătălia de la Finta (1653) în calitate de comandant al unei trupe de cazaci. După înfrângerea suferită, Timuș a fost asediat de o armată munteană la Suceava și a murit în confruntare.